# Ricardo Villagrán
Ricardo Villagrán (Corrientes, 1938) es un ilustrador e historietista argentino. Posee una extensa trayectoria en la historieta argentina, y es muy recordado por ilustrar personajes clásicos de la Editorial Columba, como Nippur de Lagash.

## Biografía
Siendo muy joven ingresa al mundo de la historieta, desplegando un estilo personal que de inmediato logra captar al público masivo. Comenzó a publicar historietas a los 17 años.
Trabaja en cuanta editorial argentina del género existe entre la década del 50 y la del 80, pero la fama le llega cuando trabajando para la Editorial Columbia dibuja Nippur de Lagash, Or-Grund y Mark, todos con guiones de Robin Wood. Con él y sus dos hermanos, Carlos y Enrique, forman el estudio Nippur IV, del que surgen exitosos guionistas y dibujantes. Ricardo tiene a su cargo la revista mensual de Nippur, durante 26 de los 27 números que dura el proyecto, entre 1972 y 1976. Luego vuelve a hacerse cargo de los dibujos de Nippur entre el 79 y el 82, logrando el máximo punto de calidad gráfica de la serie.
Actualmente trabaja en Estados Unidos. Se dedica principalmente a su primer amor, la pintura, preparando exhibiciones para el futuro.